# Akihiro Miwa
Shingo Maruyama (丸山 新郷 Maruyama Shingo?,  Nagasaki, Prefectura de Nagasaki, 15 de mayo de 1935), mejor conocido bajo su nombre artístico de Akihiro Miwa (美輪 明宏 Miwa Akihiro?), es un cantante, actor, director, compositor y autor japonés. Miwa es abiertamente gay, así como también un reconocido drag queen cuya característica más notoria es su brillante cabello amarillo. Miwa también compone la mayor parte de su propia música y ha escrito más de veinte libros a lo largo de los años.
Comenzó su carrera profesional en 1952, actuando en varios clubes nocturnos de Tokio e interpretando canciones chanson. También es un firme activista cuyas críticas sobre el gobierno, varias cuestiones sociales y la guerra han sido plasmadas en sus libros. Como actor, es conocido por su papel protagónico en la película Black Lizard (1968), Ryuko en Black Rose (1969, ambas dirigidas por Kinji Fukasaku), Moro en La princesa Mononoke (1997) y la Bruja del Páramo en El castillo ambulante (2004) de Hayao Miyazaki.

## Primeros años

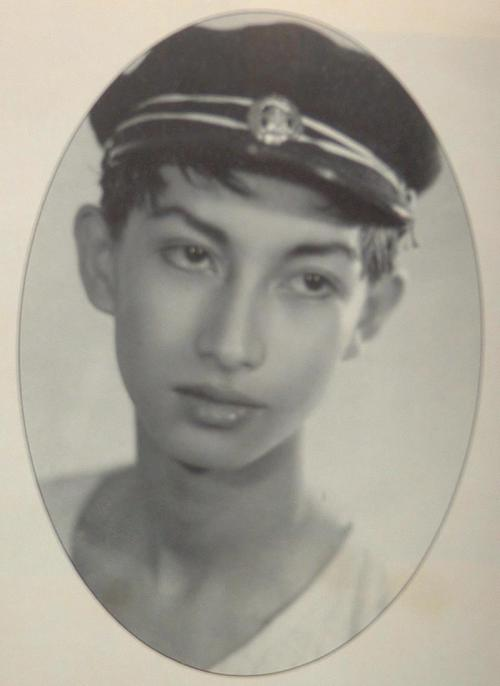
Miwa en su adolescencia, c. 1950-55.

Miwa nació bajo el nombre de Shingo Maruyama el 15 de mayo de 1935 en la ciudad de Nagasaki, Japón, como el segundo de cinco hermanos. Su familia dirigía una pequeña cafetería local llamada Sekai. Miwa tenía diez años de edad en el momento en que la bomba atómica fue lanzada sobre Nagasaki; la bomba explotó a aproximadamente 4 kilómetros de distancia de su hogar. Miwa sobrevivió, aunque recibió quemaduras térmicas. Luego de pasar seis días en un refugio antiaéreo, regresó a su casa, donde fue testigo de la devastación causada por la bomba. En Nagasaki, Miwa se dedicó a ayudar a las víctimas de la bomba proporcionándoles agua, un suceso sobre el cual ha comentado lo siguiente:

"[...] La gente moría si les dabas agua. Hombres y también ancianos, todo tipo de personas venían en masa, unos tras otro. Pero yo no podía ocuparme de todos por mi cuenta, por lo que le pregunté a la sirvienta de la casa si podía venir y ayudar. La sirvienta consiguió una cubeta llena de agua que había recogido para entregar a las personas. Realmente era como estar en su lecho de muerte cuando les dabas agua... era lo que llamarías miseria".

De acuerdo a sus propias palabras, tras ver la película Soprano Boy a la edad de once años, Miwa afirma haber tenido un sueño en el cual cantaba en el escenario en una sala de conciertos, hecho que le inspiró a interesarse por la música. A la edad de quince años, asistió a la Kunitachi College of Music High School.

## Carrera
En 1952, a la edad de 17 años, Miwa se trasladó a Tokio, dónde comenzaría su carrera como cantante de cabaret en el distrito de Ginza, en Chūō. Comenzó a trabajar en varios clubes nocturnos cantando canciones chansons de artistas como Édith Piaf, Yvette Guilbert y Marie Dubas. Allí, atrajo la atención del escritor Yukio Mishima (con quien Miwa establecería una relación amorosa) y el dramaturgo Shuji Terayama, quien pronto le hizo actuar en obras de teatro. Su acceso a la fama se produjo en 1957, con un sencillo llamado Me Que Me Que, el cual incluía una serie de blasfemias no utilizadas por los medios de comunicación de la época. También fue afamado por su belleza femenina, lo que le valió la popularidad de los medios mediáticos. A su vez, fue el protagonista de un espectáculo mensual en el teatro Shibuya Jean-Jean llamado Akihiro Miwa no Sekai desde los años setenta hasta el cierre del teatro en el 2000, además de realizar tours por Japón.
Miwa también ha escrito numerosos libros, siendo conocido por sus críticas sobre el gobierno, varias cuestiones sociales y la guerra. Ha expresado estar en contra de la legislación militar japonesa de 2015 y del régimen del primer ministro Abe, diciendo que "el primer ministro Abe y los que votaron por el PLD (Partido Liberal Democrático) deberían ir al frente como soldados japoneses, en un primer lugar". Miwa también critica al militarismo japonés habido en la Segunda Guerra Mundial debido a su experiencia vivida con la guerra, e insiste en que los valores y características culturales del pueblo japonés que fueron destruidos por la Segunda Guerra Mundial debieron de haber sido restaurados en la posguerra.

### Yoitomake no Uta
En 1964, Miwa lanzó su single Yoitomake no Uta (ヨイトマケの唄 lit. La canción del Yoitomake?) después de dar un espectáculo en una pequeña ciudad minera, debido a un error de su productor. Aunque al comienzo no estaba totalmente dispuesto a actuar, se sintió conmovido al ver a los trabajadores que habían venido a verlo. Miwa estaba "avergonzado y avergonzado de [él mismo], de pie delante de los mineros con [su] ropa extravagante", y también porque no tenía ninguna canción para ellos.
Esta experiencia le inspiró a escribir Yoitomake no Uta, así como también el no llevar ninguna de su ropa extravagante o maquillaje cuando la cantaba, vistiendo, en su lugar, ropa oscura típica del Japón de la posguerra. Si bien la canción fue un gran éxito —cuyo tema es el amor de una madre por su hijo mientras trabaja como yoitomake (trabajadores de construcción), y la determinación del niño de no dejar que el esfuerzo de su madre sea en vano después de ser molestado por ser el hijo de un "yoitomake", historia que se basa en un amigo de la infancia de Miwa— fue criticada por la entonces NAB (Asociación Nacional de Radiodifusores Comerciales en Japón) por usar varias palabras "discriminatorias", siendo yoitomake una de ellas. La canción fue finalmente prohibida para su radiodifusión comercial, lo que llevó a un clamor entre los espectadores y el propio Miwa, quien estaba siendo juzgado por una palabra del título y no por el contenido de la misma.
La canción ha recibido numerosos convers de artistas como Kyu Sakamoto y Keisuke Kuwata. También fue transmitida a nivel nacional en el 63rd NHK Kōhaku Uta Gassen.

### Actuación
A pesar de que Miwa es mayormente conocido por su carrera como cantante de cabaret, también ha aparecido en varias películas, comenzando como un pequeño papel en Sennin Buraku en 1961 (en la que actuó bajo su nombre real). También apareció en la película del director Shūji Terayama Aomori-ken no Semushi Otoko en 1967. En 1968, protagonizó y compuso el tema para Black Lizard de Kinji Fukasaku, basada en la adaptación a obra de teatro por parte de Yukio Mishima de la novela del autor Rampo Edogawa. Al año siguiente, protagonizó otra película de Fukasaku, Black Rose Mansion.
En los años más recientes, ha interpretado personajes en películas de anime internacionalmente exitosas de Hayao Miyazaki, tanto en La princesa Mononoke como en El castillo ambulante. En marzo de 2007, interpretó el papel de la emperatriz Sisi en la obra L'aigle à deux têtes del escritor Jean Cocteau en Shibuya. En 2009, Miwa interpretó al pokémon Arceus en la película Pokémon: Arceus y la Joya de la Vida.

## Filmografía
1957
- Danryu como Cantante

1958
- Aijô no miyako
- Onna de aru koto

1960
- Ginza taikutsu musume como Jirō Ôsawa
- Zoku beran me-e geisha como Akira Koyanagi

1961
- Invitation to the Enchanted Town

1964
- The Hunter's Diary como Cantante en Gin-Paris

1965
- Yoru no haitō

1968
- Black Lizard como Black Lizard

1969
- Black Rose como Ryuko

1971
- Throw Away Your Books, Rally in the Streets como Maya

1976
- Bakamasa horamasa toppamasa

1977
- Nihonjin no heso

1983
- Harmagedon: Genma taisen como Floy (voz)

1997
- La princesa Mononoke como Moro-no-kimi (voz)

1999
- Suzuran

2002
- Toy Reanimator

2004
- El castillo ambulante como Bruja del Páramo (voz)

2005
- Yoshitsune como KI-ichi Hougen

2009
- Pokémon: Arceus y la Joya de la Vida como Arceus (voz)

2014
- Hanako & Anne como Narrador